# ウェーヴス
ウェーヴス (Wavves) は、アメリカ・カリフォルニア州サンディエゴ出身のインディーロックバンド。サーフ・ミュージックを感じさせるLo-Fiなパンクサウンドを特徴とする。

## 来歴

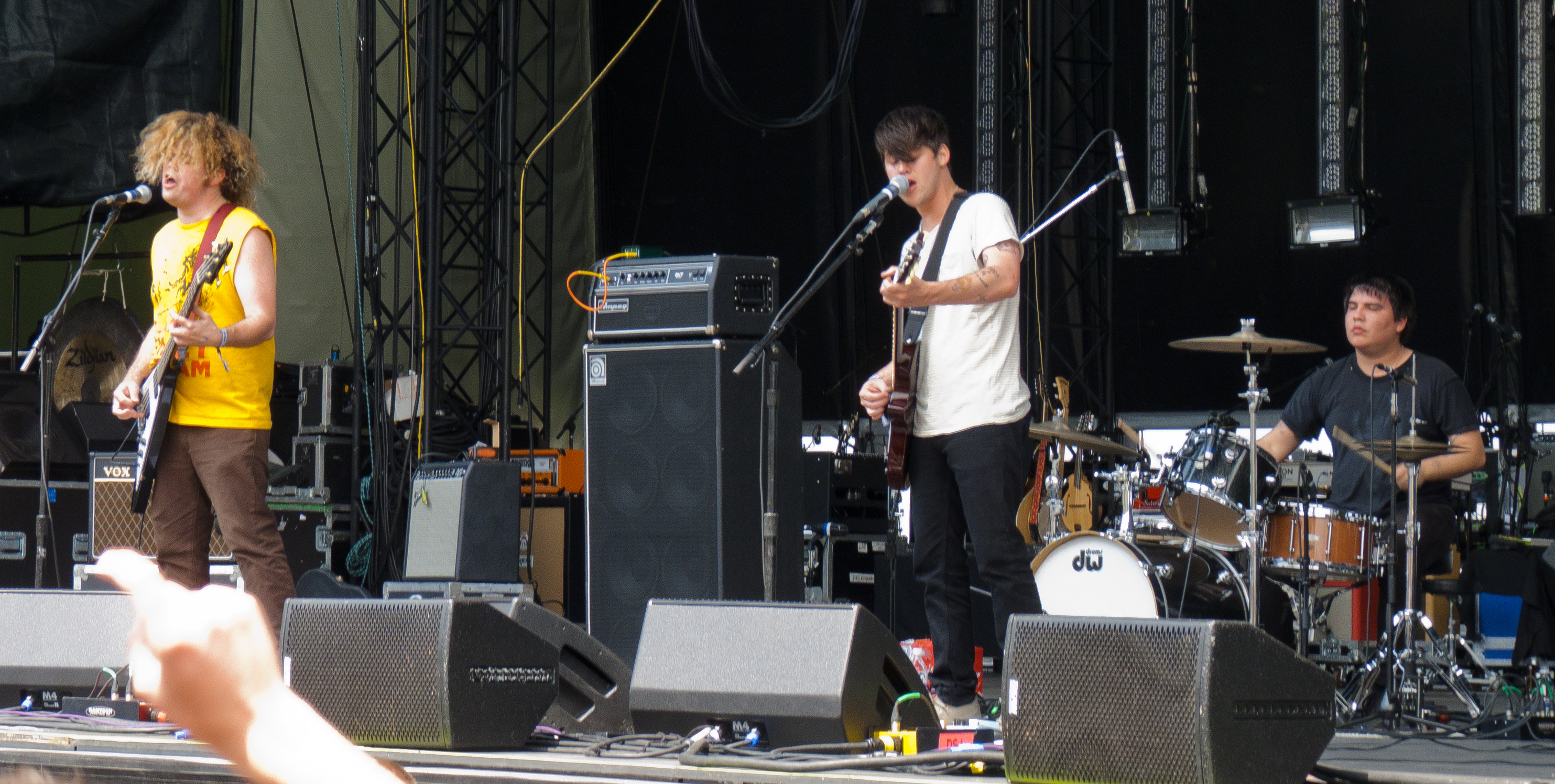
ライブで演奏するバンド（2011年）

2008年、カリフォルニア州サンディエゴ出身のネイサン・ウィリアムズ(Nathan Williams)のソロプロジェクトとしてスタート。宅録で製作した作品を7インチやカセットテープで発表後、友人のライアン・ユルシュ(Ryan Ulsh)をドラマーに招きツアーを行なった。同年9月、1stアルバム『Wavves』をWoodsistからリリース。
2009年2月、2ndアルバム『Wavvves』をファット・ポッサム・レコーズからリリース。この時期人気が高まっていたLo-Fiムーヴメントも手伝い、アンダーグラウンドヒットとなった。5月、Primavera Sound Festival出演時にステージ上で大喧嘩をしてライアンが脱退、予定されていたヨーロッパツアーが中止になった。その後ジェイ・リータード (w:Jay Reatard) のバックバンドをつとめていたビリー・ヘイズ(Billy Hayes)とスティーヴン・ポープ(Stephen Pope)を迎えバンドを立て直した。
2010年8月、3rdアルバム『キング・オブ・ザ・ビーチ』をリリース。モデスト・マウス、ザ・ハイヴス、ミュートマスとの仕事で知られるデニス・ヘリングをプロデューサーに迎え製作された。音楽メディアが発表する年間ベストアルバムのリストではスピンで24位、ピッチフォークで50位に選ばれた。収録曲IdiotはゲームSaints Row: The Thirdに使用されている。
2013年8月、4thアルバム『アフレイド・オブ・ハイツ』をリリース。
2015年10月、5thアルバム『V』をリリース。
2017年5月、6thアルバム『You're Welcome』をリリース。

## メンバー
- Nathan Williams
- Stephen Pope
- Alex Gates

## ディスコグラフィ
スタジオ・アルバム
- Wavves (2008年9月30日、Woodsist)
- Wavvves (2009年2月3日、ファット・ポッサム、ベラ・ユニオン)
- King of the Beach キング・オブ・ザ・ビーチ (2010年8月3日、ファット・ポッサム、ベラ・ユニオン) 全米168位
- Afraid of Heights アフレイド・オブ・ハイツ (2013年3月26日、Mom+Pop) 全米81位
- V (2015年10月2日、Ghost Ramp, Warner Bros)
- You're Welcome (2017年5月19日、Ghost Ramp)

EP
- Life Sux EP (2011年、Ghost Ramp)